# Hugo Houle
Hugo Houle, född den 27 september 1990 i Sainte-Perpétue i regionen Centre-du-Québec, är en kanadensisk tävlingscyklist som tävlar för Israel - Premier Tech.

## Meriter
2008
- Kanadensisk mästare - linjelopp (juniorer)

2010
- Kanadensisk mästare – individuellt tempolopp (U23)

2011
- Kanadensisk mästare – individuellt tempolopp (U23)
- Kanadensisk mästare – linjelopp (U23)

2012
- Kanadensisk mästare – individuellt tempolopp (U23)

2015
- Panamerikanska spelen – vinnare individuellt tempolopp
- Kanadensisk mästare – individuellt tempolopp

2018
- Åttonde plats totalt i Danmark rundt

2019
- Femte plats totalt i Arctic Race of Norway

2021
- Kanadensisk mästare – individuellt tempolopp

2022
- Vinnare av etapp 16 i Tour de France
- Andra plats totalt i Arctic Race of Norway